# Limnokren

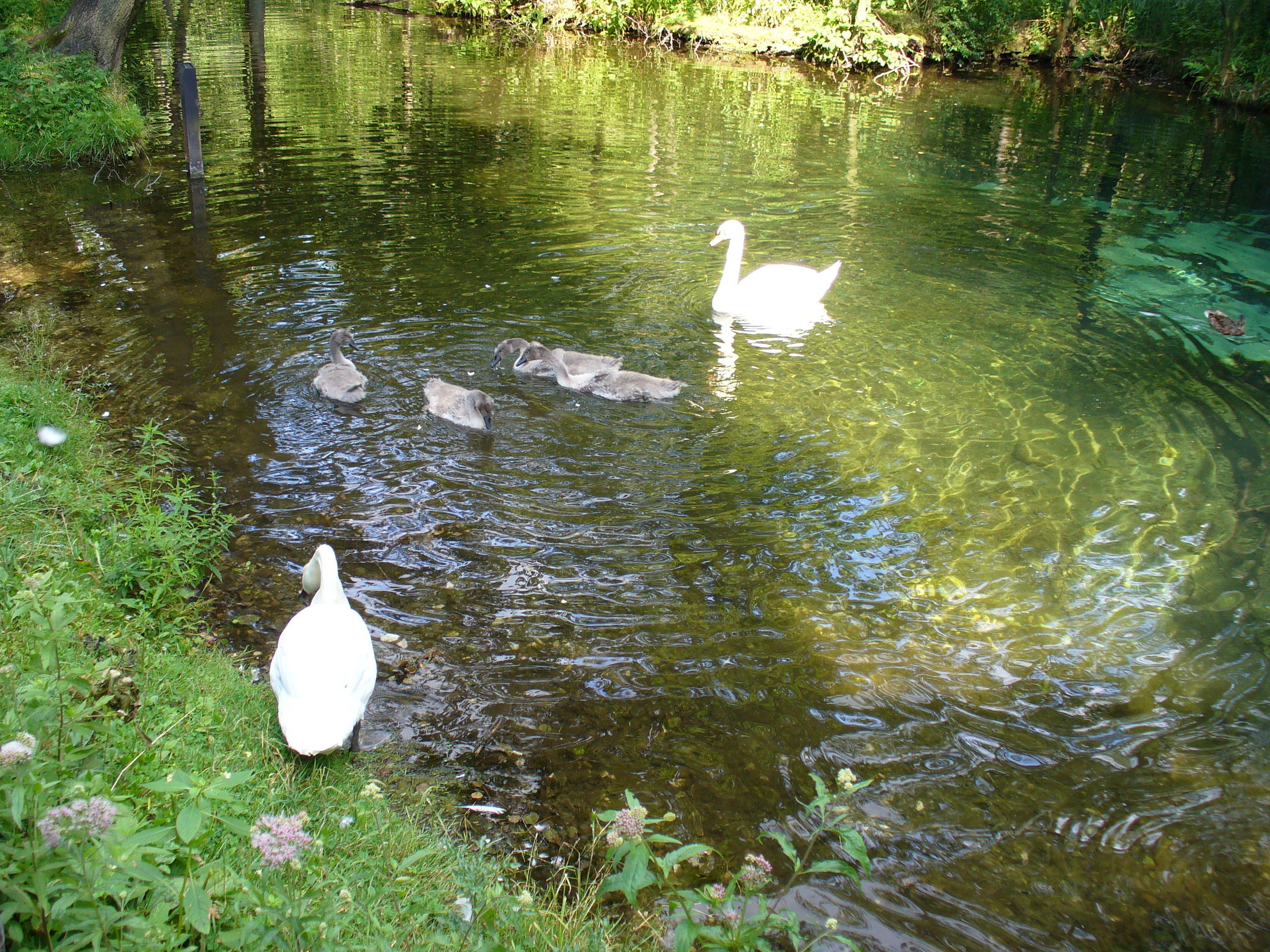
Limnokren w rezerwacie przyrody Niebieskie Źródła

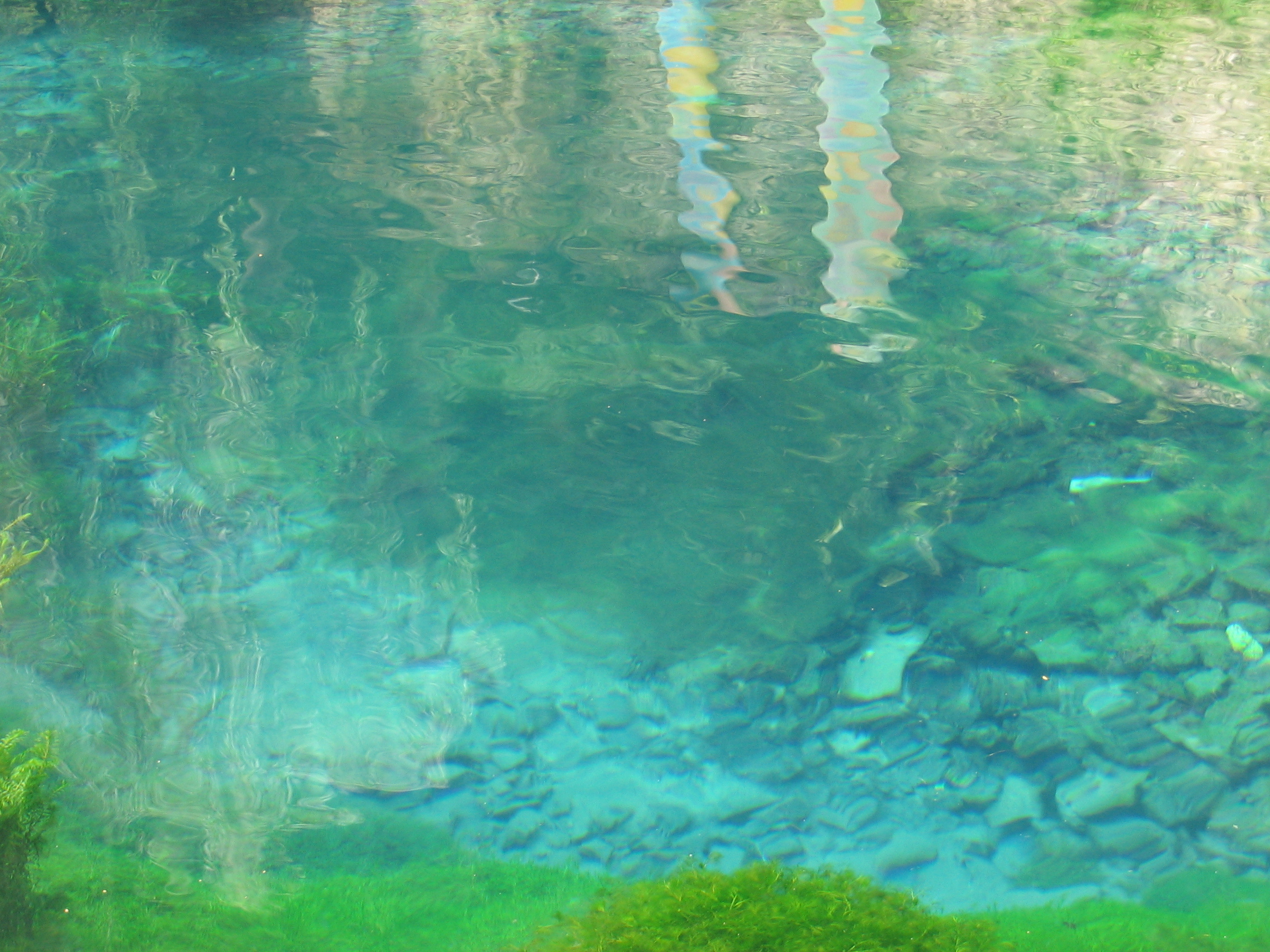
Źródło limnokrenowe w Schelklingen

Limnokren (od. limno – jezioro, kren – źródło) – typ źródła, w którym wypływająca woda podziemna gromadzi się w małej niecce, tworząc zbiornik wody stagnującej. Jakkolwiek limnokren zewnętrznie przypomina mały staw lub zbiornik okresowy, odznacza się specyficznymi warunkami siedliskowymi: stosunkowo niską i stałą temperaturą wody (skutek wypływu wód podziemnych) oraz trwałością (odróżnia to go od wiosennych zbiorników okresowych).
Limnokreny zasiedla specyficzna fauna (krenobionty, krenofile) oraz gatunki przypadkowe (krenokseny).